# Ichirō Fujisaki
Ichiro Fujisaki (藤崎 一郎, Fujisaki Ichirō, nascido a 10 de julho de 1947 na prefeitura de Kagoshima) é um ex-embaixador japonês acreditado nos Estados Unidos.
Fujisaki frequentou a escola secundária em Seattle, Washington como estudante de intercâmbio.
Fujisaki fez parte do ministério de negócios estrangeiros do Japão em 1969. Atuou como Diretor-Geral Departamento de Negócios da América do Norte, como Ministro dos Negócios Estrangeiros e como vice-ministro dos negócios estrangeiros. Actuou em Jakarta, Londres e Paris. De 2008 a 2012 ocupou o cargo de embaixador japonês para os Estados Unidos.